# Jenny Rossander
Jenny Rossander, mit vollständigem Namen Johanna Sofia Rossander (* 22. Januar 1837 in Stockholm; † 28. August 1887 ebenda), war eine schwedische Reformpädagogin, Mathematikerin, Übersetzerin und Frauenrechtlerin. Sie setzte sich für das Recht der Frauen auf Bildung ein und führte eine Abendschule für Frauen, die als Rossanderska kursen bekannt wurde.

## Kindheit und Jugend

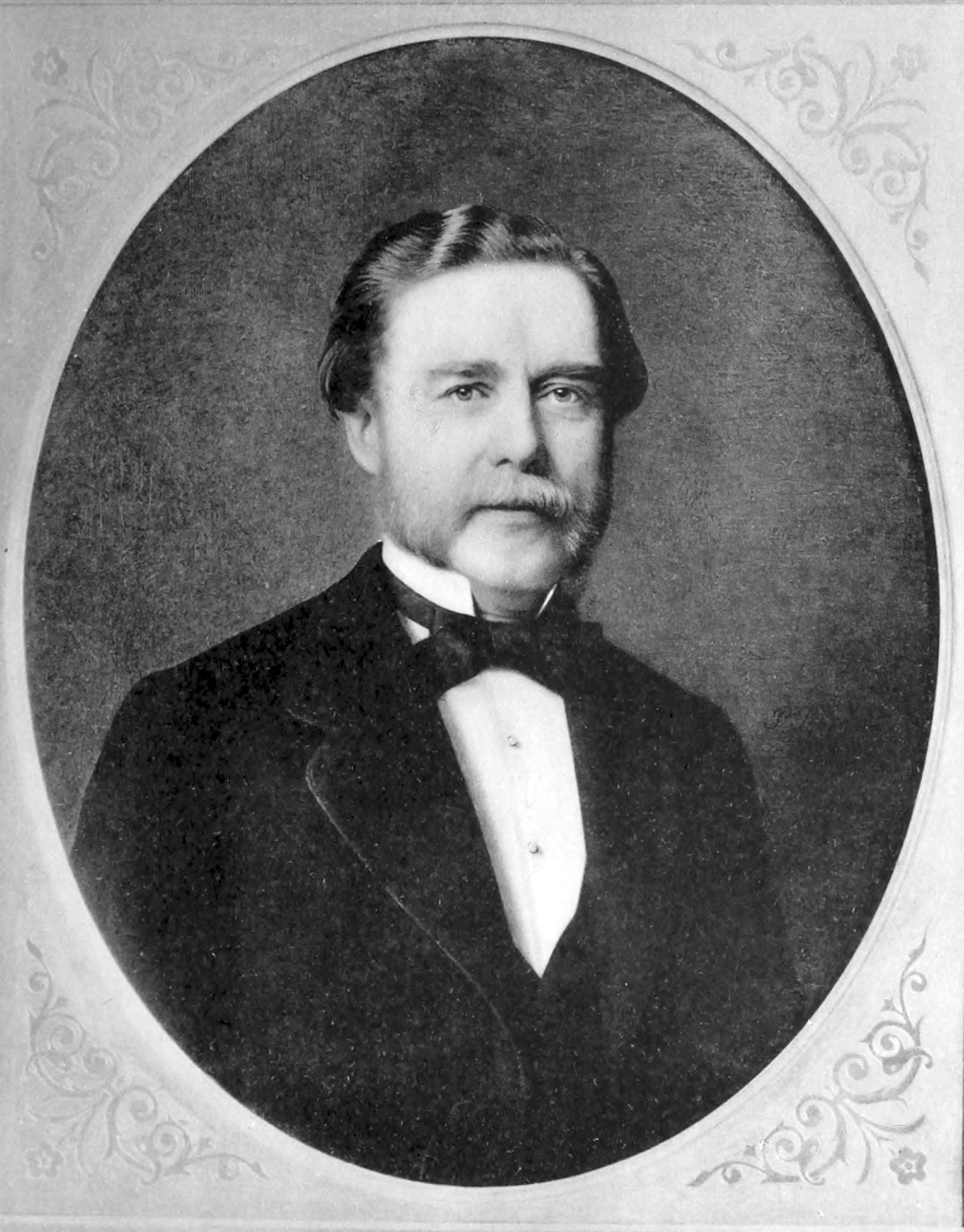
Carl Jacob Rossander, ältester Bruder von Jenny Rossander

Johanna Sofia, genannt Jenny, wurde als sechstes von neun Kindern am 22. Januar 1837 in Stockholm geboren. Ihre sechs Brüder waren Carl Jacob (* 1828; † 1901), Erik (* 1829; † 1879), Johan Fredrik (* 1833; † 1835), Gustaf Wilhelm Knut (* 1835; † 1854), Ernst (* 1839; † 1906) und Johan Fredrik (* 1840; † 1904); ihre zwei Schwestern waren Carolina Elisabeth Benedicta (verheiratete Johansson, * 1831; † 1870) und Alida Emilia (* 1843; † 1909). Ihre Mutter Johanna Sofia (geborene Bach, * 1801; † 1887) wurde Sofi genannt; ihr Vater Erik (* 1793; † 1848) war ein bekannter Arzt. Aufgrund seines frühen Todes musste Jenny, die bis dahin zuhause unterrichtet worden war, ab dem Alter von 12 Jahren zur Versorgung der Familie beitragen. Sie arbeitete drei Jahre lang als Näherin bei einem Modisten, bis sie mit 16 Jahren Gouvernante wurde.

## „Lehrkurs für Frauenzimmer“ und erste Lehrtätigkeiten
1859 begann sie zusammen mit ihrer Schwester Alida, den auf Initiative von Per Siljeström neu eingerichteten Lärokurs för fruntimmer („Lehrkurs für Frauenzimmer“) zu besuchen. Dort zeigte sich schnell die mathematische Begabung der beiden. Sie schlossen Freundschaften mit Fredrika Limnell, Sophie Adlersparre, Anna Hierta-Retzius, Ebba Lind af Hageby und Anna Wallenberg. 1861 wurde der Kurs eingestellt und stattdessen Statens seminarium för bildande af lärarinnor („Seminar des Staates zur Bildung von Lehrerinnen“, später Högre lärarinneseminariet oder „Höheres Lehrerinnenseminar“) in Stockholm eingerichtet. Einige der fähigsten Schülerinnen des vorangegangenen Kurses wurden als Hilfslehrerinnen eingestellt, darunter Jenny und Alida Rossander. Als einzige ohne akademische Ausbildung unterrichteten sie Mathematik. Jenny Rossanders Interesse verschob sich im Laufe der Zeit von der Mathematik hin zu Naturwissenschaften, zudem lernte sie mehrere Sprachen, darunter Latein, im Selbststudium. Einige Jahre lang nahm sie auch an Diskussionsrunden des Philosophen Pontus Wikner teil. Die Schwestern lernten am Seminar auch Fredrika Bremer kennen, die pädagogische Diskussionsrunden veranstaltete und zu deren Favoriten Jenny Rossander gehörte.

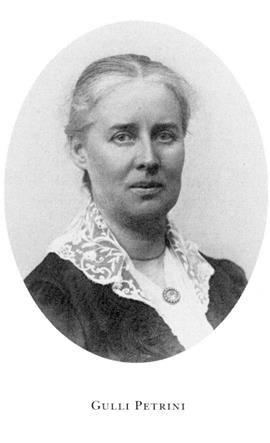
Gulli Petrini, Nichte und Schülerin von Jenny Rossander

1864 übernahm Jane Miller Thengberg die Leitung des Höheren Lehrerinnenseminars und richtete es stärker auf Geisteswissenschaften aus, wobei Mathematik und Naturwissenschaften größtenteils wegfielen. Dadurch verlor Jenny Rossander ihre Stelle und musste ihre Pläne eines Mathematikstudiums in Uppsala aufgeben. Aufgrund ihrer umfassenden pädagogischen Erfahrung erhielt sie jedoch mehrere Stellenangebote. Per Siljeström stellte sie als Gouvernante für seine Söhne an; außerdem war sie Lehrerin im kurzen vorbereitenden Kurs für Bewerberinnen des Höheren Lehrerinnenseminars und unterrichtete die Kinder von Anna Wallenberg, deren Mann André Oscar Wallenberg insgesamt 20 Kinder hatte, davon 14 mit Anna als seiner zweiten Ehefrau. In der Götgatan 41, wo Jenny Rossander mit ihrer Schwester und ihrer Mutter wohnte, richtete sie eine Unterrichtsgruppe für ihre Nichten und Neffen – darunter Gulli Petrini, die früh ihre Mutter verlor –, Wallenbergs Kinder und deren Kameraden ein. Außerdem wurden Jenny und Alida Rossander 1864 mit der Leitung einer von Sophie Adlersparres „Donnerstagsschulen“ beauftragt, eines philanthropischen Abendschulbetriebs für Töchter der gebildeten und der Arbeiterklasse.

## Rossanderska kursen
Im Oktober 1865 gründete sie eine Abendschule für angehende Lehrerinnen nach dem Vorbild des Lärokurs för fruntimmer, die inoffiziell als Rossanderska kursen („der Rossandersche Kurs“) bekannt wurde. Jenny Rossander leitete den Vorstand, bestehend aus ihrer Mutter Sofi Rossander sowie Anna Wallenberg, Ebba Lind af Hageby und Fredrika Limnell. Bis zum Sommer 1882 wurde in dieser Abendschule jedes Jahr Unterricht in einer Anzahl unterschiedlicher Fächer geboten, vor allem Mathematik, Naturwissenschaften und Schwedisch, sukzessive ergänzt durch Fremdsprachen, Physiologie und Gesundheitslehre; in den letzten Jahren kamen Literatur- und Kunstgeschichte hinzu. Jenny und Alida Rossander sowie viele bekannte Männer aus der akademischen Elite fungierten als Lehrer. Sehr beliebt wurde auch ein Nähkurs für Frauen, die lernen wollten, sich ihre Kleidungsstücke selbst zu nähen. Diesen hatte Jenny Rossander 1872 ins Leben gerufen. 1876 übersetzten Schülerinnen von Rossanderska kursen Viktor Rydbergs Lille Viggs äventyr på julafton („Klein-Viggs Abenteuer am Heiligabend“) ins Französische, was Jenny Rossander zur Korrespondenz mit dem Autor veranlasste.
Charakteristisch für ihre pädagogische Arbeit war das Vertrauen darauf, dass die Schülerinnen selbst ihre Bildungsbedürfnisse formulieren und die Verantwortung für ihr Studium übernehmen konnten. Rossanderska kursen hatte keine Aufnahmebedingungen und das Alter der Teilnehmerinnen lag zwischen 12 und etwa 50 Jahren. Es wurde eine Gebühr erhoben, aber Schülerinnen aus armen Haushalten konnten den Unterricht kostenlos besuchen. Die Ausbildung war auf drei Jahre ausgerichtet, manche Teilnehmerinnen blieben jedoch zehn Jahre lang dabei. Frauen, die nicht die Zeit für die erforderlichen Hausaufgaben erübrigen konnten, durften als Zuhörerinnen teilnehmen. Insgesamt durchliefen über 1000 Frauen diese Abendschule, von denen sich viele später auch selbst im Bildungsbereich engagierten, unter anderem Ellen Key.

## Ehrenamtliche Tätigkeiten
Während der 1860er Jahre saß Jenny Rossander im Vorstand von Föreningen för frivillig vård av sårade och sjuka i fält („Die Vereinigung für die freiwillige Pflege von Verwundeten und Kranken auf dem Feld“, später dem Roten Kreuz zugehörig). Von 1864 bis in die 1870er Jahre war sie verantwortlich für das Einsammeln von Textilien, die zu Verbandsmaterial umgenäht wurden.
Dank ihrer guten Sprachkenntnisse und Geschicklichkeit im Nähen wurde sie als Leiterin der Abteilung für Frauenarbeit auf der Weltausstellung 1873 in Wien ausgewählt; diese sollte die Werke schwedischer Frauen in Bereichen wie Heimindustrie, feinere Heimarbeiten, Kunsthandwerk, Kunst und Druckwerke präsentieren.
1875 nahm Jenny Rossander am ersten Mädchenschultreffen teil. 1879 wurde sie als Vertreterin in der schwedischen Delegation auf dem internationalen Unterrichtskongress in Brüssel ausgewählt.

## Ehe und Umzüge
Auf der Weltausstellung 1873 hatte sie den Politiker Friedrich von Tschudi als Präsidenten der Schweizer Ausstellungsgruppe kennengelernt. Die beiden wechselten Briefe, bis er 1879 Witwer wurde und sie heiraten konnten. Ihre Schwester Alida übernahm die Verantwortung für Rossanderska kursen und Jenny Rossander zog zu ihrem Ehemann nach St. Gallen. Die sehr konservative Gesellschaft dort hatte jedoch kein Verständnis für die Frauensache und die erwachsenen Kinder ihres Ehemannes missbilligten die Ehe. Er selbst wurde krank und bedurfte ihrer Pflege, bis er bereits 1886 starb.
Jenny Rossander zog daraufhin zurück nach Stockholm und half Anna Hierta-Retzius dabei, die ersten Arbeitshütten für arme Schulkinder zu gründen, eine Art Vorläufer von Schulhorten. Sie litt jedoch selbst an einer Schilddrüsenüberfunktion. Am 28. August 1887 starb sie mit nur 50 Jahren im Diakonissen-Krankenhaus.

## Veröffentlichungen

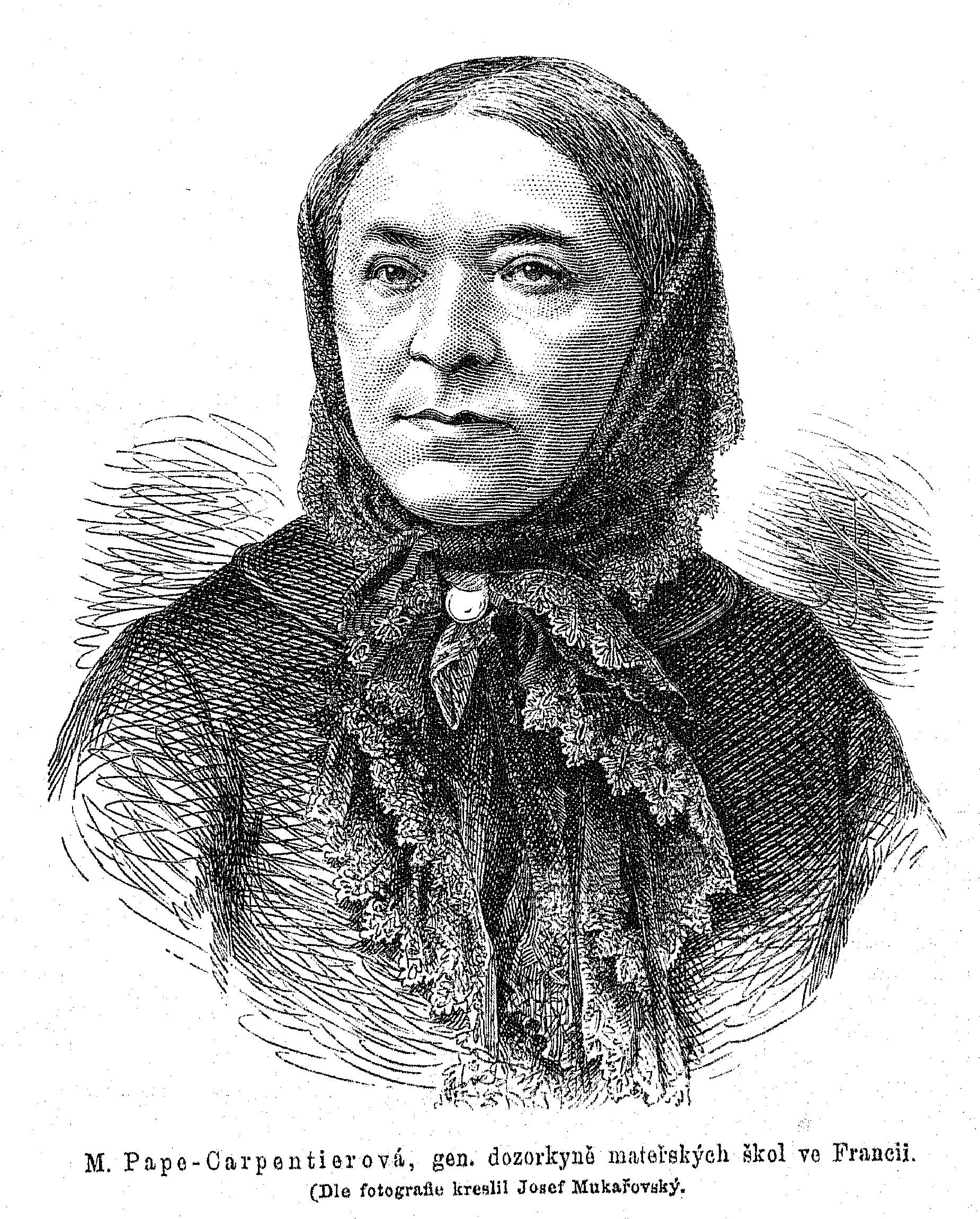
Marie Pape-Carpantier, deren Bücher Jenny Rossander übersetzte

Jenny Rossander schrieb Artikel für die von Sophie Adlersparre gegründete Tidskrift för hemmet („Zeitschrift für das Zuhause“), darunter 1866 eine dreiteilige Artikelserie mit dem Titel Om mathematik såsom undervisningsämne för flickor („Über Mathematik als Unterrichtsfach für Mädchen“). Später schrieb sie auch für Stockholms Dagblad und Stockholms Posten (1868 von André Oscar Wallenberg gegründet). Sie veröffentlichte auch unter dem Pseudonym Gerda. Die während der 1860er Jahre in schwedischen Schulkreisen viel beachtete französische Pädagogin Marie Pape-Carpantier traf Jenny Rossander mehrfach in Paris und übersetzte drei ihrer Bücher ins Schwedische.

## Bibliographie (Auswahl)
- Marie Pape-Carpantier: Den första undervisningen i skolan och hemmet samt småbarnsskolors anordning och uppgift: råd och anvisningar, öfversättning från tredje franska upplagan af Jenny Rossander. Hiertas förlagsexpedition, Stockholm 1869.
- Marie Pape-Carpantier: Ur djurens lif: till ledning för den första skolundervisningen Ser. 1, översättning: Jenny Rossander. Hierta, Stockholm 1869.
- Marie Pape-Carpantier: Berättelser från barnverlden, översättning: Jenny Rossander. Hiertas förlagsexpedition, Stockholm 1870.
- Jenny Rossander (Hrsg.): Nya elementarskolan för flickor vid afslutningen af höstterminen 1871. Förberedande lärokursen för qvinliga elever. Afhandling: om matematik och dess studium vid våra flickskolor. Stockholm 1871.
- Viktor Rydberg: La veille de noël du petit Vigg, exécutée sous la direction de Jules-Henri Kramer par les élèves du cours de Jenny Rossander. Librairie royale de C.E. Fritze, Stockholm 1876.